# Нелсън Демил
Нелсън Демил (на английски: Nelson Richard DeMille) е американски писател на бестселъри в жанра трилър. Писал е и под псевдонимите – Джак Канон, Кърт Ладнер и Брад Матюс.

## Биография
Нелсън Демил е роден на 23 август 1943 г. в Куинс, Ню Йорк, а после се мести със семейството си в Лонг Айлънд. Бил е лейтенант в армията на САЩ (1966 – 1969) и е участвал в бойни действия като командир на пехотен взвод от Първи кавалерийски полк във Виетнам. Награден е с „Бронзова Звезда“ и „Виетнамски кръст за храброст“. Преди участието си във Виетнамската война, учи три години в Университета „Hofstra“ в Лонг Айлънд, където после завършва политически науки и история през 1970 г. Тренира футбол и бягане. Член е на „Менса“. Той е доктор „хонорис кауза“ на университета „Hofstra“ и на колежа „Dowling“, и е доктор по литература в университета на Лонг Айлънд.
Демил има две деца от първия си брак и едно доведено от втория си брак с Джини Синдел Уит, и живее в „Гардън сити“, Лонг Айлънд, Ню Йорк.

## Творчество
Всяка своя книга Демил пише по около две години, тъй като провежда задълбочени проучвания по истински случаи. Повечето са написани в първо лице и следват праволинейна сюжетна линия, в която читателят се „движи“ заедно с главния герой и с неговия сарказъм и сух хумор. По-новите не са с типичния „холивудски край“, а вместо това завършват, или без окончателен резултат, или при успешното решение на загадката страда кариерата или личния живот на героя (”Полет 800“).
Действието в романите на Демил често се развива в познатия му Лонг Айлънд. Сюжетните линии първоначално са самостоятелни, но следващи романи често се преплитат или има препратки към събития и герои в тях („Школа за магии“, „Златният бряг“). Понякога Демил използва за героите се имена на истински личности в замяна на техни щедри дарения за благотворителни организации, или включва и себе си („Частен клуб“, „Див огън“).

## Произведения

### Серия „Джо Райкър“
уморения умен полицай с двата пистолета – стандартен и „Магнум“
1. Снайпериста, The Sniper (1974)
2. Чукът на Бога, The Hammer of God (1974)
3. Агент на смъртта, The Agent of Death (1975)
4. Наказателят, The Smack Man (1975)
5. Канибала, The Cannibal (1975)
6. Нощта на феникса, The Night of the Phoenix (1975)

### Самостоятелни романи
- Издирване, The Quest (1975)
- При реките на Вавилон, By the Rivers of Babylon (1978)
- Катедралата, Cathedral (1981)
- Одисеята Талбот, The Talbot Odyssey (1984)
- Обречен на мълчание, Word of Honor (1985)
- Школа за магии, The Charm School (1988)
- Спенсървил, Spencerville (1994)
- Мейдей, Mayday (1998)
- The Quest (2013)
- The Cuban Affair (2017)

### Серия „Джон Сатър“
1. Златният бряг, The Gold Coast (1990)
2. Скъпи Джон!, The Gate House (2008)

### Серия „Пол Бренер“
военен следовател
1. Дъщерята на генерала, The General's Daughter (1992)
2. На север, Up Country (2002)

### Серия „Джон Кори“
пенсиониран нюйоркски детектив на специална служба във ФБР
1. Аз, детективът, Plum Island (1997)
2. Играта на лъва, The Lion's Game (2000)
3. Полет 800, Night Fall (2004)
4. Частен клуб, Wild Fire (2006)
5. Последният скок на лъва, The Lion (2010)
6. Пантерата, The Panther (2012) – с участие и на Пол Бренер
7. Сияен ангел, Radiant Angel (2015) – издаден и като „A Quiet End“
8. Лабиринтът, The Maze (2022)

### Серия „Скот Броди“ (Scott Brodie) – с Алекс Демил
1. Дезертьорът, The Deserter (2019)
2. Специален агент, Blood lines (2023)

### Участие в общи серии с други писатели

#### Серия „Най-добрите американски истории“ (Best American Mystery Stories)
- The Best American Mystery Stories 2004 (2004) – с Ото Пенцлер

от серията има още 18 романа от различни автори

### Новели
- The Book Case (2012)
- Death Benefits (2012)
- Rendezvous (2012)

### Документалистика
- Take Off!: How Long Island Inspired America to Fly (2000)